# Xã Badger, Quận Polk, Minnesota
Xã Badger (tiếng Anh: Badger Township) là một xã thuộc quận Polk, tiểu bang Minnesota, Hoa Kỳ. Năm 2010, dân số của xã này là 117 người.